# París-Tours 1998
La París-Tours 1998 fou la 92a edició de la clàssica París-Tours. Es disputà el 4 d'octubre de 1998 i el vencedor final fou el francès Jacky Durand de l'equip Casino.
Va ser la novena cursa de la Copa del Món de ciclisme de 1998.

## Classificació general
|    | Ciclista             | Equip                          | Temps           |
| -- | -------------------- | ------------------------------ | --------------- |
| 1  | Jacky Durand         | Casino                         | 5 h 45 min 14 s |
| 2  | Mirko Gualdi         | Polti                          | + 2 s           |
| 3  | Jaan Kirsipuu        | Casino                         | + 31 s          |
| 4  | Stefano Zanini       | Mapei-Bricobi                  | m. t.           |
| 5  | Nicola Minali        | Riso Scotti-MG Boys Maglificio | m. t.           |
| 6  | Max van Heeswijk     | Rabobank                       | m. t.           |
| 7  | Alessandro Bertolini | Coficis                        | m. t.           |
| 8  | Jo Planckaert        | Lotto-Mobistar                 | m. t.           |
| 9  | André Korff          | Festina-Lotus                  | m. t.           |
| 10 | Jean-Patrick Nazon   | La Française des Jeux          | + 32 s          |